# Literatura v Occidental
Literatura v Occidental zahrnuje soubor původní i přeložené fikce a non-fikce v jazyce Interlingue (dříve Occidental), který vytvořil Edgar de Wahl. Převážně se jedná o krátké příběhy a překlady publikované v hlavním magazínu jazyka, Cosmoglotta, ale existují i celovečerní romány a sbírky poezie, zejména od autorů jako Vicente Costalago, Jan Amos Kajš a Jaroslav Podobský.

## Historie

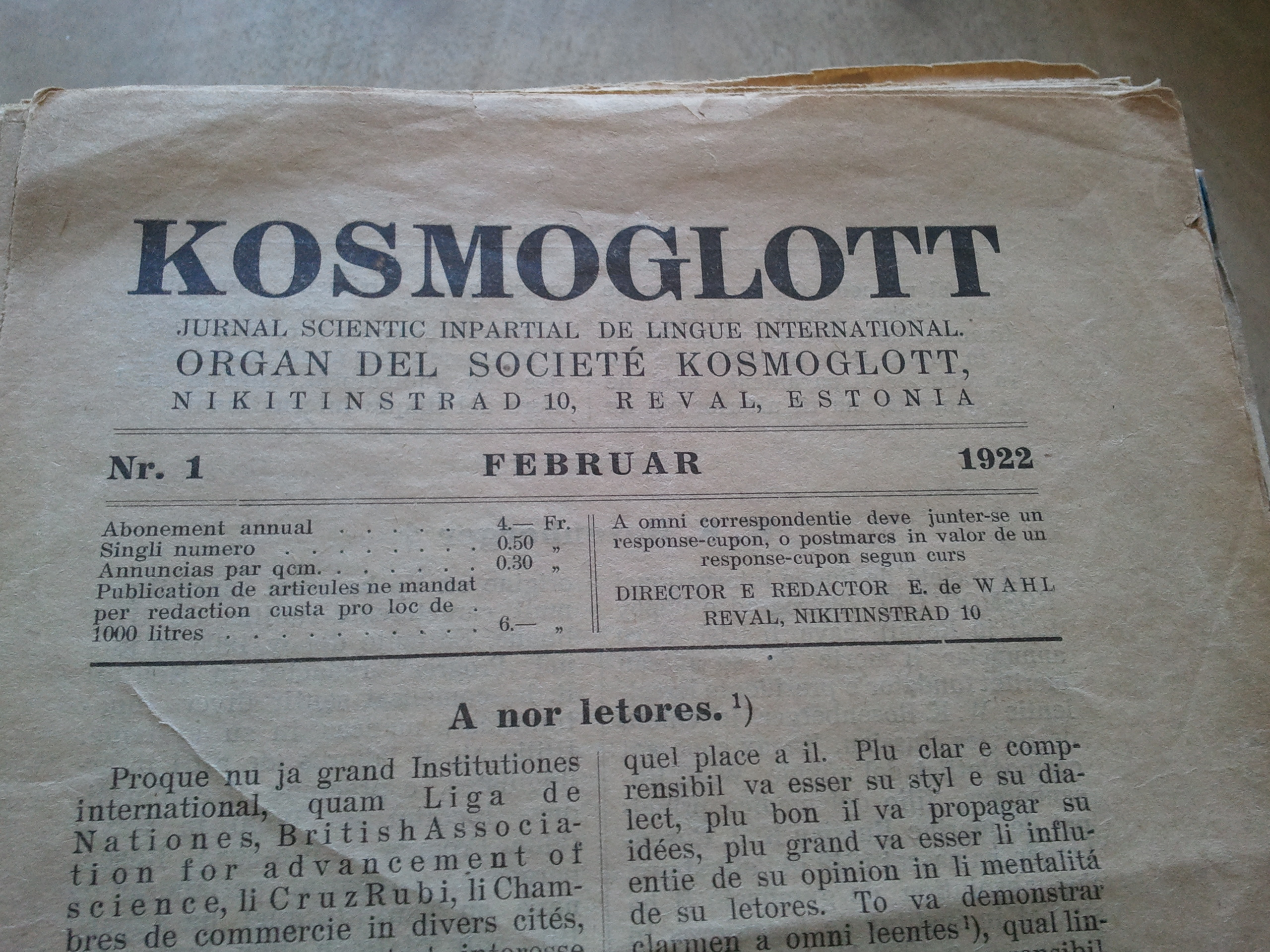
1925 první vydání Kosmoglott.

### Pozadí
Interlingue, původně nazývané Occidental, je mezinárodní pomocný jazyk vytvořený v roce 1922 estonským učitelem Edgarem de Wahlem. Jazyk má slovní zásobu převážně z západoevropských jazyků, zejména románských, s silným vlivem angličtiny. Poprvé se objevil v magazínu Kosmoglott (později Cosmoglotta) a rychle získal příznivce. V raných dílech se používalo nestandardní pravopisné i gramatické struktury kvůli nedostatku publikovaných gramatik a standardizace.

### První publikace
První známou publikací v Interlingue je kniha Transcendent algebra, ideografie matematical, experiment de un lingue filosofic od estonského lingvisty Jakoba Linzbacha. Překlad do Interlingue provedl sám de Wahl ještě před finálním zformováním jazyka, když byl jazyk označován jako „Auli“.

### Překlady i originály
První umělecký počin byl překlad básně „Hymne“ (autorem Kaarlo Hammar) publikovaný v roce 1925 v Kosmoglott od Kaarle Julius Saarinen.
V roce 1926 byly přeloženy Goethovy básně Wandrers Nachtlied a rovněž Tagoreovo „Nationalism in the West“.
V roce 1927 doplněn překlad perského básníka Saadiho a práce Hermanna Keyserlinga .
V 30. letech 20. století byly publikovány překlady Balmonta (Ú es mi hem?), De Amicise (Manuel Menendez) a Poea (A Descent into the Maelström). Originální tvorbou byly např. sbírka poezie Li Astres del Verne od Podobského, Krasina, raconta del subterrania del Moravian carst od Kajše, práce Cortinase a Dimitrieva a sbírka povídek Historiettes in Occidental od Ric Bergera (1930).
V roce 1951, po vzniku Interlinguy, mnoho příznivců Occidentalu – včetně Bergera – přešlo na nový jazyk, což vedlo k oslabení hnutí a nakonec k ukončení vydávání Cosmoglotta v roce 1985. Podle Don Harlow, esperantského autora, byl jazyk v té době popisován jako „mrtvý jazyk“ editorem Adrianem Pilgrimem.
Přesto se v 50.–60. letech 20. století objevily překlady: Un matre parla  od Jiřího Marka (1954), Li alocution al chefes de Lebak od Multatuliho, „Camises Nuptial“ od Karla Jaromíra Erbena, Un Adío od Arvida Brennera a A Desertor od Bo Bergmana (1958) a básně německých, francouzských a anglických autorů ve sbírce Poemas (1964).

### Obnovení po roce 2000
Obnova jazyka začala v roce 1999 založením Yahoo! skupiny. V raných 2000. letech vznikla verze Interlingue Wikipedie, která měla k roku 2020 přes 5000 článků.
Od roku 2000 bylo publikováno mnoho nových textů: první byl překlad Stendhalovy Li Cartusie de Parma Robertem Winterem (2011), následoval Li Munde de Sandra (2012), Li litt prince (2014) a Li Romance de Photogen e Nycteris (2019).
Mezi lety 2021–2023 Vicente Costalago vydal několik originálů a překladů, např. Li sercha in li castelle Dewahl e altri racontas, Li tresor de Fluvglant, Subuqti a Verses escapat de mi mente, i antologie Antologie hispan, Fabules, racontas e mites a Antologie de poesie europan. Další významnou autorkou je Dorlota Burdon, která publikovala originální příběhy v Posta Mundi a přeložila The Lunatic od Khalila Gibrana.

## Významní autoři
- Jan Amos Kajš
- Jaroslav Podobský
- Engelbert Pigal
- Abram Kofman
- A.E. Cortinas
- Ilmari Federn
- Thomas Schmidt
- Dorlota Burdon
- Vicente Costalago